# توم ديلاني
توم ديلاني (بالإنجليزية: Tom Delaney)‏ هو عازف جاز وعازف بيانو وكاتب أغاني أمريكي، ولد في 14 سبتمبر 1889 في تشارلستون في الولايات المتحدة، وتوفي في 16 ديسمبر 1963 في بالتيمور في الولايات المتحدة.

## وصلات خارجية
- توم ديلاني على موقع ميوزك برينز (الإنجليزية)
- توم ديلاني على موقع أول ميوزيك (الإنجليزية)
- توم ديلاني على موقع ديسكوغز (الإنجليزية)